# Antonio María de Oriol y Urquijo
Antonio María de Oriol y Urquijo (Getxo, 15 de setembre de 1913 - Madrid, 22 de març de 1996) va ser un advocat i polític tradicionalista espanyol que va exercir nombrosos càrrecs públics durant el franquisme i la transició.

## Biografia
Membre de la influent família Oriol, va estudiar Dret a la Universitat Central de Madrid, on posteriorment va obtenir el seu doctorat. En els seus anys d'estudiant es va integrar en l'Associació d'Estudiants Tradicionalistes.
Durant la Guerra Civil, va combatre en el bàndol nacional i va assolir el grau de capità de requetés. Després de la fi de la contesa, va desenvolupar una important carrera política en el règim, exercint, entre d'altres, els càrrecs de president de Creu Roja Espanyola, ministre de Justícia (1965-1973), membre del Consell del Regne i president del Consell d'Estat (1973-1979). Fins a la seva dissolució en 1977, també fou membre del Consell Nacional del Movimiento. Així mateix, va ser vocal dels consells d'administració de Patentes Talgo, Hidroelèctrica Espanyola (avui Iberdrola), Valca i altres empreses.
Va ser un dels promotors i dirigents del partit Unió Nacional Espanyola.
L'11 de novembre de 1976 va ser segrestat per un comando terrorista dels GRAPO, que van amenaçar de matar-lo si el Govern de Adolfo Suárez no es plegava a les seves exigències. Dos mesos més tard, va ser alliberat en una operació de la policia.